# Lucernariopsis capensis
Lucernariopsis capensis är en nässeldjursart som beskrevs av Oscar Henrik Carlgren 1938. Lucernariopsis capensis ingår i släktet Lucernariopsis och familjen Kishinouyeidae. Inga underarter finns listade i Catalogue of Life.